# Natale Monopoli
Natale Monopoli (ur. 28 maja 1975 w Wenecji) – włoski siatkarz, grający na pozycji rozgrywającego. 

## Sukcesy klubowe
Puchar CEV:
- 2006

Mistrzostwo Włoch:
- 2006, 2012, 2014
- 2013

Superpuchar Włoch:
- 2006, 2008, 2012, 2014

Puchar Włoch:
- 2008, 2009